# Pekka Suorsa
Pour les articles homonymes, voir Pekka.
Pekka Suorsa, né le 8 décembre 1967 à Kajaani, est un sauteur à ski finlandais.

## Biographie
Il fait ses débuts en Coupe du monde en 1983 et remporte deux concours lors de l'hiver 1985/1986.
Il est champion du monde par équipes en 1987.
Il se retire de la compétition en 1990.

## Palmarès

### Jeux olympiques
| Épreuve / Édition | Calgary 1988 |
| Grand tremplin    | 38e          |

### Championnats du monde
| Épreuve / Édition | Oberstdorf 1987 |
| Petit tremplin    | 13e             |
| Grand tremplin    | 7e              |
| Par équipes       | Or              |

### Championnats du monde de vol à ski
| Épreuve / Édition | Kulm 1986 |
| Individuel        | 7e        |

### Coupe du monde
- Meilleur classement général : 5e en 1986.
- 5 podiums dont 2 victoires.

#### Victoires par saison
| Année | Lieu                                |
| 1986  | Chamonix (France), Oberstdorf (RFA) |